# Вольниця (фільм)
«Вольниця» — радянський кольоровий художній фільм, знятий в 1956 році режисером Григорієм Рошалем на кіностудії «Мосфільм» за однойменною повістю радянського письменника Ф. В. Гладкова, що входить в його автобіографічну трилогію. Фільм в СРСР подивилися 28 190 000 глядачів.

## Сюжет
Дія фільму відбувається в кінці XIX — початку ХХ століть. Гнана злиднями, селянська сім'я вирушає на астраханські рибні промисли. У фільмі показана важка доля робітників, експлуатованих товстосумами. Герої проходять сувору школу життя разом з ватажними робітниками. Їх життя і уклад залишаються колишніми, але герої фільму — вже інші, вони відчули, що таке свобода, вільний ватажний дух, звикли розпоряджатися собою.

## У ролях
- Михайло Меркулов —  Федько
- Руфіна Ніфонтова —  Настя
- Всеволод Платов —  Григорій Безруков, бондар
- Тетяна Конюхова —  Анфіса, побіжна дружина купця Бляхіна
- Артур Ейзен —  Харитон
- Віра Єнютіна —  Прасковія, різалка
- Леонід Пархоменко —  Матвій Єгорович, плотовий, розпорядник на рибному промислі
- Микола Гладков —  Карп Ілліч, рибалка
- Володимир Балашов —  студент
- Олександр Хвиля —  Прокіп Іванович Пустобаєв, господар пароплавної компанії «Літак» і промислів
- Олександр Борисов —  Кузьма Назарович Бляхін, купець
- Майя Булгакова —  Оксана, різалка
- Олена Адамайтіс-Астангова —  Василиса, підрядниця на рибному промислі
- Юрій Бєлов —  Курбатов, прикажчик на рибному промислі
- Валентина Ананьїна —  Люба, різалка
- Валентина Березуцька —  Кропива, різалка
- Марія Виноградова —  Уліта, різалка
- Олеся Іванова —  Наталія, різалка
- Марія Кремньова —  різалка
- Сергій Троїцький —  бондар
- Володимир Борисов —  Гаврюшка, син плотового
- Антоніна Волчкова —  тітка Мотя
- Раїса Єсипова —  Варвара Петрівна, вчителька
- Іван Жеваго —  Хомич
- Іван Залеський —  дід
- Маргарита Криницина —  Олена, різалка
- Михайло Трояновський —  керуючий рибним промислом
- Анатолій Алексєєв —  батько
- Тамара Євгеньєва-Іванова —  гувернантка на пароплаві
- Олександра Денисова —  стара на пароплаві
- Валентина Владимирова —  різалка
- Наталія Гіцерот —  Марта Гнатівна, дружина Матвія Єгоровича
- Євген Моргунов —  поліцейський
- Анастасія Кожевникова —  різалка
- Зоя Русіна —  мати Люби
- Анна Павлова —  різалка
- Віктор Яковлєв —  епізод

## Знімальна група
- Сценарій —  Леонід Трауберг,  Григорій Рошаль,  Федір Гладков
- Постановка —  Григорій Рошаль
- Оператор-постановник — Леонід Косматов
- Художник-постановник — Йосип Шпінель
- Композитор — Дмитро Кабалевський
- Режисери — М. Анджапарідзе, С. Колосов
- Звукооператор — С. Мінервін
- Оператор — А. Кузнецов
- Монтаж — Є. Овсяннікова, М. Тимофєєва
- Редактор — І. Ростовцев
- Костюми — Л. Наумова, О. Гроссе, Н. Бузіна
- Грим — В. Яковлєва, К. Яковлєва
- Комбіновані зйомки
  - Оператор — Б. Арецький
  - Художник — Л. Александровська
- Асистенти
  - Режисера — М. Заржицька, М. Сапожникова
  - Оператора — В. Боганов, Н. Мінін
  - Художника — Ф. Ясюкевич
- Оркестр Головного управління з виробництва фільмів під керівництвом Дмитра Кабалевського
- Хореограф — Г. Шаховська
- Консультант — А. Соколов
- Директор картини — В. Циргіладзе